# È forte un casino!
È forte un casino! è un film del 1982 diretto da Alessandro Metz.

## Trama
Michele è uno scaltro truffatore napoletano trapiantato a Roma. Dopo aver provato a vendere il Palazzo Pontificio di Castel Gandolfo ad un ricco sceicco arabo, Michele tenta la truffa successiva: tempo prima aveva notato un annuncio sul giornale di una ricca ereditiera californiana che sarebbe interessata ad intrecciare una relazione con un nobile italiano.
Dopo aver intrapreso un rapporto epistolare con la donna, coinvolge dei suoi amici nell'impresa truffaldina: il romano Cicciobello, che lavora come guardiano presso la residenza romana del conte Carlo Delle Mantesche, sfruttando l'assenza di questi, mette a disposizione la villa e si finge maggiordomo; Tognella, milanese, lavora come autista presso una ditta che affitta automobili, quindi impersona lo chauffeur utilizzando le auto aziendali (una Mercedes, una Austin Princess Van den Plas con frontale tipo Rolls-Royce e una Fiat). Nando, un sardo che lavora come cassiere in un bar, interpreta il cameriere, coinvolgendo la fidanzata, Marisa, una ragazza napoletana molto restia ai rapporti intimi con Nando, che al contrario la desidera fortemente.
Il giorno prestabilito Michele, fingendosi il conte Michele Degli Esposti, si reca con Cicciobello all'aeroporto di Fiumicino, dove con un volo della TWA arriva la signorina Ketty Colombo, accompagnata dalla segretaria di colore Ella. Michele approfitta della villa per conquistare Ketty con l'aiuto dei suoi amici, in un intreccio di situazioni comiche e amorose. Quando arriva il vero conte, obbligato Cicciobello a confessare tutta la storia, per divertirsi asseconda la storia e si finge un nuovo cameriere.
Il conte però, quando riconosce in Ketty Caterina Bertoloni, detta la Solista, una truffatrice di Zagarolo, combina tali disservizi da farsi licenziare per svelare la vera identità di tutti; l'unica ad uscire vincitrice dalla vicenda è Marisa, di cui il conte si è innamorato. Tornati alla vita di sempre, Michele ritenta l'impresa, ma all'aeroporto, dove pensa di incontrare una ricca brasiliana, ritrova al suo posto Caterina, alla quale, dopo un primo momento di sconforto, propone di unirsi in affari.

## Luoghi delle riprese
Le riprese del film sono state girate per la maggior parte a Roma e Sutri.
Il capolinea degli autobus extraurbani dove Nando (Sandro Ghiani) va a prendere Marisa (Carolina Palermo) è il capolinea degli autobus extraurbani dell'Acotral di EUR Fermi, in Piazza della Stazione Enrico Fermi a Roma. 
L'aeroporto dove Cicciobello (interpretato da Bombolo) e il falso Conte Michele (Enzo Cannavale), vanno a prendere la sedicente Ketty Colombo (Licinia Lentini) e la sua amica Ella (Xiomara Gonzales) appena arrivate in aereo è l'aeroporto Leonardo Da Vinci a Fiumicino. 
La villa del conte (Ciardo) dove Cicciobello (Bombolo) lavora come custode è Villa Savorelli, situata in Via Cassia a Sutri (Viterbo) e già utilizzata in alcune scene nel film Il trafficone.